# Daniel Gunnarsson
Daniel Mikael Gunnarsson, född 15 april 1992 i Köping, Västmanlands län, är en svensk ishockeyspelare som spelar för Leksands if i SHL. Han har tidigare spelat i Karlskrona HK, Luleå HF och Färjestad BK. Han är en storvuxen back som beskrivs som en bra tvåvägsback med ett bra skott.

## Karriär
Daniel Gunnarsson började spela ishockey i Köping HC och gjorde division 2 debut redan som 15-åring. Efter TV-pucken gick han över till Leksands IF:s juniorverksamhet 2008. Säsongen 2010/2011 spelade han 38 matcher i Leksands J20-lag, fem matcher i Leksands A-lag och fem matcher för Falu IF dit han var utlånad. Inför säsongen 2011/2012 skrev han kontrakt med Luleå HF och fick spela med både A-laget och J20-laget. Han vann SM-silver och European Trophy med Luleå HF säsongen 2012/2013. I april 2014 blev det officiellt att Gunnarsson skrivit på ett tvåårskontrakt med Färjestad BK. I februari 2016 blev han utlånad till Karlskrona HK.

## Meriter
- J20 SuperElit norra - Bästa plus/minus 2011
- J20 SuperElit - Mästare 2010

## Klubbar
- Köping HC Moderklubb – 2008 Division 2
- Leksands IF 2008 – 2011 Hockeyallsvenskan, J20 SuperElit, J18 Elit, J18 Allsvenskan
- Falu IF (lån) 2010 – 2011 Division 1
- Luleå HF 2011 – 2014 Elitserien, J20 SuperElit
- Färjestad BK 2014 – 2016 Svenska hockeyligan
- Karlskrona HK 2016 – Svenska hockeyligan